# Machimus hirsutus
Machimus hirsutus là một loài ruồi trong họ Asilidae. Machimus hirsutus được Ricardo miêu tả năm 1922. Loài này phân bố ở vùng nhiệt đới châu Phi.